# کنت سیمونیچ

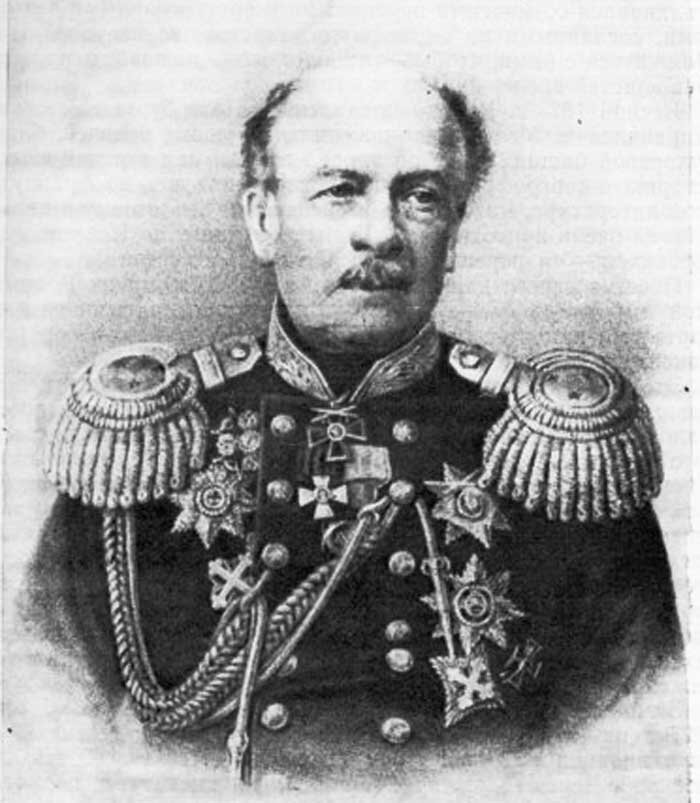
کنت ایوان اوسیپوویچ سیمونیچ

کنت ایوان اوسیپوویچ سیمونیچ (متولد ۱۷۹۴ در سبنیکو، دالماسی - متوفی در سال ۱۸۵۱ در ورشو)، یک افسر نظامی و سیاستمدار روس بود. پس از الحاق دالماسی به فرانسه بر اساس معاهده وین یا شونبرون (۱۸۰۹)، کنت سیمونیچ به صفوف نیروهای ناپلئون پیوست و در سال ۱۸۱۲ با درجه کاپیتان گردان کورسی، در لشکرکشی علیه روسیه شرکت کرد. او در نبرد کراسنویه اسیر شد و به کازان فرستاده شد.
معاهده پاریس در سال ۱۸۱۴، امکان بازگشت او به میهن خود را فراهم کرد، اما در آن زمان دالماسی بخشی از اتریش شد و به همین دلیل که نمی‌خواست به دربار اتریش خدمت کند، از روسیه درخواست حمایت کرد. او در سال ۱۸۱۶، به عنوان کاپیتان هنگ پیاده‌نظام کرمنچوگ و در سال ۱۸۱۸ به درجه سرگرد ارتقا یافت و به یکی از هنگ‌های جیگر در قفقاز منتقل شد. از سال ۱۸۲۲ فرمانده گردان هنگ گرنادیر گرجستان شد و از سال ۱۸۲۵ با درجه سرهنگ دوم، فرمانده این هنگ شد. او در لشکرکشی علیه آجاریان (۱۸۲۲) و در جریان جنگ روسیه و ایران در سالهای ۱۸۲۶–۱۸۲۸ در نبرد الیزوتپل (۱۸۲۶) شرکت کرد که به خاطر آن نشان سنت را دریافت کرد. در اینجا بود که او از ناحیه پای چپ به شدت مجروح شد. او با هنگ خود در لشکرکشی ایران در سال ۱۸۲۷ و در جنگ روس و ترکیه ۱۸۲۸–۱۸۲۹ شرکت کرد.
در سال ۱۸۳۰ به درجه سرلشکری ارتقا یافت. در سال ۱۸۳۲ به عنوان وزیر مختار در ایران منصوب شد. در سال ۱۸۳۸ به عنوان مستشار در جنگ هرات که توسط نیروهای ایرانی به فرماندهی شخص محمد شاه محاصره شده بود، شرکت کرد. در همان سال از ایران فراخوانده شد. در سال ۱۸۴۳ به درجه سپهبدی ارتقا یافت.